# Meganephria
Meganephria é um gênero de traça pertencente à família Arctiidae.